# Книга пророка Михея
Кни́га проро́ка Михе́я — книга, входящая в состав еврейской Библии (Танаха) и Ветхого Завета. В еврейской Библии помещается в разделе Невиим (Пророки). Шестая книга из «Двенадцати малых пророков». Написана пророком Михеем.
Пророк Михей (евр. Миха́) родился в иудейском царстве и проповедовал в царствование иудейских царей Иоафама, Ахаза и Езекии. Книга состоит из семи глав и отличается классической чистотой еврейского языка.

## Автор
Его имя означает «кто подобен Богу». Он происходил из Морасфита-Гада, земледельческого городка между Хевроном и Газой. Михей был современником Осии и Исайи, но скорее был ближе к последнему. Проповедь Михея против несправедливости (3:8) привела к раскаянию Езекию и таким образом спасла Иерусалим (Иер. 26,17-19).

## Время написания
Михей пророчествовал во времена царствований Иоафама (750—735 гг. до н. э.), Ахаза (735—715 гг. до н. э.) и Езекии (715—686 гг. до н. э.) (3:1). В это время нарастало социальное неравенство, тесно связанное с возрастающей коррумпированностью власти. Бог использовал Ассирию против Своего грешного народа: Ассирийский царь Салманасар V (727—722 гг. до н. э.) разрушил Самарию в 722 г. до н. э. (4Цар. 17:1—6), Иудея испытала на себе всю силу Божьего осуждения, когда ассирийский царь Сеннахирим (705—681 гг. до н. э.) прошёл через Шефелу (предгорье в западной части Иудеи) до самых ворот Иерусалима. Когда Езекия раскаялся, Господь перестал гневаться на Иудею (Иер. 26:18, 19).

## Темы
Книга Михея затрагивает темы обычные для большинства пророческих книг: наказание за грехи народа, причиной которого стало коррумпированность и развращённость правителей; проповедь против социальной несправедливости; приход блаженного Мессианского Царства. Однако особенно ярко в нём выражается мысль, что верные должны возложить свои упования только на Бога и перестать надеяться на плоды своего труда и поклоняться им.

## Содержание

### Грехи и наказание Израиля и Иуды
Первая глава начинается с общих обвинений и предсказания разорения, должно быть, ассирийского. Возвещение о Божественном суде и символическое видение Бога, низвергающего Своё творение (3,4); обвинение против столиц израильских (5); Бог наказывает Самарию разрушением (6,7); Иуду тоже ждёт падение и пленение.
Во второй главе речь идёт о конкретном обвинении в притеснении бедных и беззащитных: «замышляющие беззаконие» неправедно захватывают чужую собственность и разоряют её владельцев (1, 2). Господь за это накажет их пленом (3) и, как следствие, они потеряют свои земли, которые захватят вторгшиеся в страну враги (4) и грабители будут приговорены к вечной погибели (5).
Михей отвергает требование лжепророков прекратить пророчествовать (6); Господь обличает ложные представления о Его милости (7) и обвиняет сильных в эксплуатации беззащитных (8, 9); Господь приговаривает к изгнанию тех, кто сделал страну нечистой (10); Михей обвиняет сильных в благосклонности к лжецам, которые оправдывают их преступления (11).
Два последних стиха — обещание восстановления остатка Израиля.
Третья глава содержит обвинения против:
- князей, притесняющих народ (1-4), пророк уподобляет их людоедам
- лжепророков (5-7), проповедующие ради корысти
- священников из-за корысти пренебрегающих своим долгом

Всем им противопоставляет себя Михей, обвиняя пророков, князей и священников в коррумпированности, за которую будет разрушен Иерусалим а Сион будет распахан (3-12)

### Пророчество о последних днях

#### Глава 4
Все народы соберутся в Иерусалим и наступит время мира и закона.
Иерусалим будет разрушен и восстановлен и победит многие народы.
Остаток сделается сильным народом (6,7) и Сион вновь будет владычествовать (8)
Бог предначертал нынешнему бедствию Израиля обернуться его славным спасением: освобождением из Вавилонского плена.

#### Глава 5
Грядущий царь из Вифлеема. Его пришествие сопоставляется с унижением существующих владык, а затем — о победе Мессии (5:1-3) и торжестве Его верховной власти (5:4-6).
Об остатке Израиля и о гневе Господнем за роскошь и идолопоклонство.
остаток станет в руке Божией орудием жизни и смерти (7,8), Бог очистит Свой народ (10-14) и сокрушит языческие народы (15). Спасение от Бога придёт, когда Его народ избавится от тщеславия и ложной надежды на силу оружия (10,11), от чародейства (12) и идолопоклонства (13) и таким образом обратит свои надежды только на Господа.

#### Глава 6
Глава посвящена Суду, в котором Господь выступает как истец, Михей — как Его представитель, горы — как свидетели, а Израиль — как обвиняемый. Господь обвиняет Израиль в неблагодарности (3) и призывает народ вспомнить о спасительных благодеяниях Божьих, излившихся на него в период его становления, от исхода из Египта до вступления в землю обетованную (3-5).
На обвинение отвечает один из верных, он признаётся, что его жертвы несопоставимы со властью и величием Бога. Господь отвечает, что не жертвоприношения, а справедливость — условие искупления и дарования Его спасительной близости (6-8).
Далее следует обращение к Иерусалиму (9), обвинение в использовании неточных мер (10, 11) и лживых речей (12), а затем говорится об осуждении на болезни и разрушение (13), телесные недуги (14) и разграбление урожая (15).

#### Глава 7
глава начинается с плача (1-6), состоящего из обвинения народа в преступлениях и неправедной жизни, а пророк надеется только на Бога и на Него Одного уповает(7).
Замыкает главу и книгу гимн победы, полный надежд на исполнение Господом Богом Своих обетований.

## Цитирование в других книгах Библии
- Мих. 3:12 — Иер. 26:18 — некоторые благочестивые старейшины защищают пророка Иеремию от убийства за то, что он предрекал бедствия: они ссылаются на пример пророка Михея, также предрекавшего бедствия и принятого благосклонно.
- Мих. 4:1—4 — Ис. 2:2—4 — идентичные пророчества содержатся в книге современника, пророка Исаии.
- Мих. 5:2 — Мф. 2:6 — Апостол Матфей приводит пророчество о рождении Мессии-Христа в Вифлееме.
- Мих. 7:6 — Мф. 10:36 — Христос предупреждает учеников о вражде с домашними, используя слова пророка Михея.